# Гієновий собака
Гієновий собака (Lycaon) — рід хижих ссавців із родини псових. Рід містить один сучасний вид гієновий собака африканський, а також вимерлі Lycaon sekowei та Lycaon magnus.

## Морфологічна характеристика
Цей рід гіперм'ясоїдних, адаптованих до бігу тварин. Відрізняється додатковими бугорками на премолярах. Lycaon відгалужується від лінії вовкоподібних псових протягом пліо-плейстоцену. З тих пір Lycaon став легшим і тетрадактильним, але залишився гіперм'ясоїдним. Lycaon sekowei відомий з пліоцену та плейстоцену Південної Африки і був менш адаптованим до бігу.
Іще два види, Lycaon falconeri (Forsyth Major, 1877) та Lycaon lycaonoides (Kretzoi, 1938), пропонувалося занести до цього роду, однак наразі немає наукового консенсусу щодо цього й вони лишаються в межах роду пес — Canis (Xenocyon) falconeri та Canis (Xenocyon) lycaonoides.